# Russian Juniors 2015
Das Russian Junior White Nights 2015 als bedeutendstes internationales Nachwuchsturnier von Russland im Badminton fand vom 9. bis zum 12. Juli 2015 in Gattschina statt.

## Sieger und Platzierte
| Disziplin    | Gold                                    | Silber                                   | Bronze                              |
| ------------ | --------------------------------------- | ---------------------------------------- | ----------------------------------- |
| Herreneinzel | Wolfgang Gnedt                          | Rodion Alimov                            | Pavel Kotsarenko                    |
| Herreneinzel | Wolfgang Gnedt                          | Rodion Alimov                            | Pachaarapol Nipornram               |
| Dameneinzel  | Supamart Mingchua                       | Ruethaichanok Laisuan                    | Pattarasuda Chaiwan                 |
| Dameneinzel  | Supamart Mingchua                       | Ruethaichanok Laisuan                    | Alina Davletova                     |
| Herrendoppel | Rodion Alimov Pavel Kotsarenko          | Pachaarapol Nipornram Kunlavut Vitidsarn | Dmitrii Klimenko Mikhail Lavrikov   |
| Herrendoppel | Rodion Alimov Pavel Kotsarenko          | Pachaarapol Nipornram Kunlavut Vitidsarn | Nikita Agalakov Alexander Loginov   |
| Damendoppel  | Ruethaichanok Laisuan Kilasu Ostermeyer | Pattarasuda Chaiwan Supamart Mingchua    | Sabina Alieva Vera Morozova         |
| Damendoppel  | Ruethaichanok Laisuan Kilasu Ostermeyer | Pattarasuda Chaiwan Supamart Mingchua    | Anastasiia Semenova Yulia Vasilyeva |
| Mixed        | Rodion Alimov Alina Davletova           | Sahil Sipani Anoushka Parikh             | Georgii Karpov Anastasia Medvedeva  |
| Mixed        | Rodion Alimov Alina Davletova           | Sahil Sipani Anoushka Parikh             | Egor Okolov Sabina Alieva           |